# René Dérency
René Dérency, född 27 maj 1925 i Sochaux, död 18 oktober 1954 i Nantes, var en fransk basketspelare.
Dérency blev olympisk silvermedaljör i basket vid sommarspelen 1948 i London.